# Josep Abril i Argemí
Josep Abril i Argemí (Santa Maria de Palautordera, 1869 - Barcelona, 16 de març de 1939) fou un polític i escriptor català.
Cinquè de deu germans, en marxar de la casa familiar es va establir primer a Granollers, on va apredre l'ofici de sabater. Finalment s'instal·là a Mataró, on tingué el seu taller i botiga de confecció de calçat. El 1893 es va casar amb Josefa Catarineu, amb qui va tenir tres fills. Josefa va morir el 1910, i Abril es va casar amb Nieves Sánchez, amb qui va tenir dos fills.
Políticamernt, va ser membre del Partit Republicà Democràtic Federal durant la restauració borbònica, i regidor per aquesta formació tretze cops (1899, 1901, 1902, 1904, 1905, 1906, 1909, 1910, 1911, 1913, 1920, 1922 i 1923). Membre del Centre Republicà Federal, integrat a Esquerra Republicana de Catalunya, amb la candidatura de la coalició republicà-socialista, a les eleccions municipals de 1931 que van donar lloc a la proclamació de la Segona República, va ser escollit regidor novament i, després, alcalde de Mataró. Va ser detingut i va sofrir presó durant els fets del sis d'octubre de 1934. En produir-se el cop d'estat de juliol de 1936 que va donar lloc a la Guerra Civil, fou breument jutge i fiscal de la localitat, sent més tard designat comissari municipal a Dosrius fins al final del conflicte.

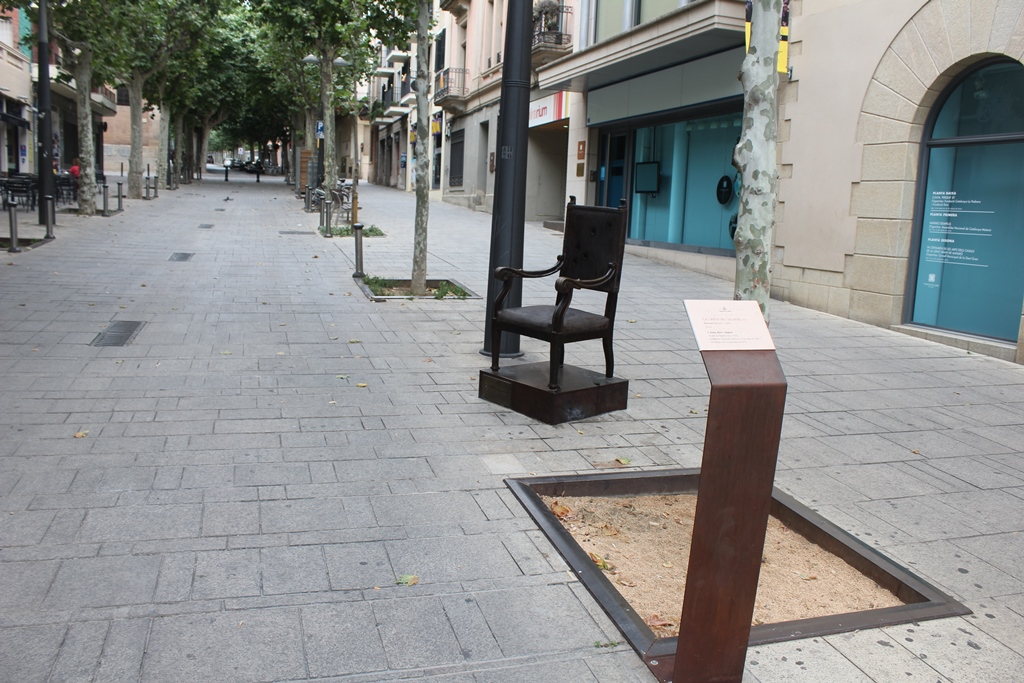
Perecoll: la cadira de l'alcalde. A Josep Abril - col·locada a la riera de Mataró 2018

En finalitzar la guerra a la zona de Catalunya, no va voler marxar a l'exili i va ser detingut el febrer de 1939, tancat a la presó Model de Barcelona, jutjat en consell de guerra sumaríssim acusat de donar suport a la columna Malatesta que havia comès un assassinat en la localitat en la persona d'un metge, i alegrar-se'n d'aquesta mort en públic. A pesar que es van aportar proves documentals en les quals es demostrava que Josep Abril no havia proferit paraula alguna de satisfacció pels fets, sinó que havia estat un militant anarconsindicalista, i que en cap cas havia recolzat a la columna en aquesta circumstància, va ser condemnat a mort i executat en el Camp de la Bota al costat d'altres quinze persones.
Com a escriptor, fundà el diari de Mataró, El Nuevo Ideal, portaveu del republicanisme federal, i escriví el llibro de ficció Las aventuras de Nono (primer publicat com a Colección de Diálogos) i l'assaig La revolución de julio de 1909 en Mataró. A través de les seves obres i articles, es postulà com a ferm defensor de la igualtat, la fraternitat, l'educació de qualitat i la millora de les condicions socials i laborals dels treballadors.